# アンドロメダ座ベータ星
アンドロメダ座β星（英語: Beta Andromedae）は、地球からアンドロメダ座の方向に約200光年離れた位置にある2等星の恒星である。「Mirach's Ghost」とも呼ばれる銀河 NGC 404 がある。

## 特徴

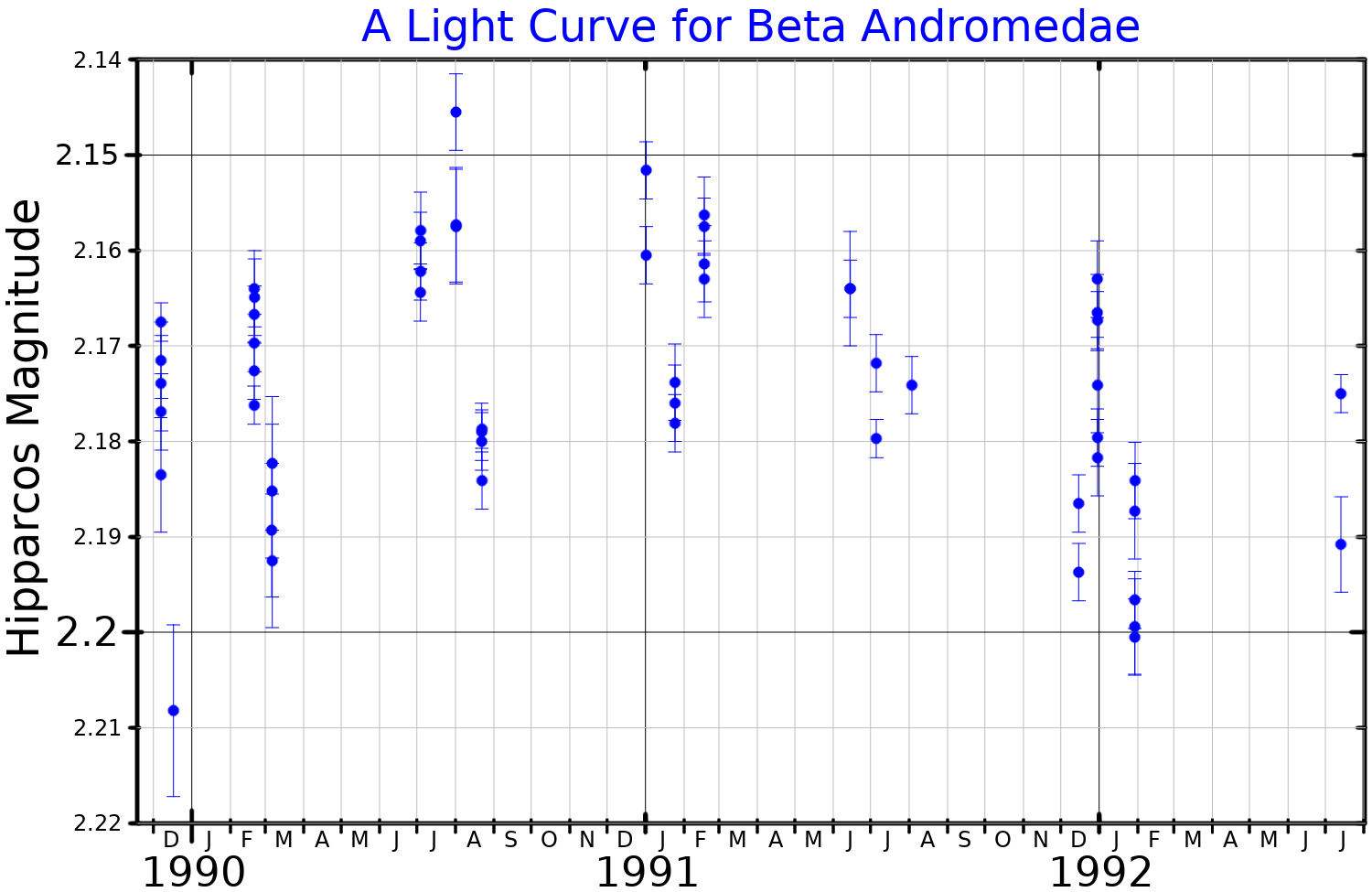
ヒッパルコス衛星による観測から得られた、1990年末から1992年半ばまでのアンドロメダ座β星の光度曲線

地球からはα星とほぼ同じ明るさに見えるが、青白いα星に対してこの星は赤く輝いて見える。質量は太陽の約2.5倍で、恒星進化の最終段階に近づいており、現在は漸近巨星分枝 (AGB) の段階にあると考えられている。将来的には太陽と同様に白色矮星へ進化していくと予測されている。地球との間に存在するガスや塵などによる星間減光の影響によって、地球からは実際の明るさよりも0.06等級暗く見えていると考えられている。2.01等級から2.10等級の範囲でわずかに明るさが変化する変光星である可能性が示されており、変光星である可能性がある恒星が記載されているカタログである New Catalogue of Suspected Variable Stars (NSV) にも「NSV 414」という名称で登録されている。
2008年に行われた研究ではアンドロメダ座β星は伴星を持たない単独の恒星であるとされているが、アメリカの天文学者である Jim Kaler は 1,700 au 以上離れた軌道を公転する14等級の伴星を持つとしている。

## 名称
バイエル符号における学名は Beta Andromedae（略称 β And）。固有名のミラク (Mirach) は、古いアラビア語で「ベルト」や「ガードル」を意味する ميزر mīzar の綴りが誤って伝えられたものと考えられている。イライジャー・バリットの著書である Geography of the Heavens には Merach というスペルで表記されている。2016年6月30日に国際天文学連合の恒星の命名に関するワーキンググループ (Working Group on Star Names, WGSN) は、Mirach をアンドロメダ座β星の固有名として正式に承認した。
紀元前500年頃のメソポタミアの粘土板文書であるムル・アピンには「削除者」を意味する KA.MUSH.I.KU.E という名称で記載がある。中国では、アンドロメダ座β星はη星、ζ星、ε星、δ星、π星、ν星、μ星、うお座65番星、σ星、τ星、91番星、υ星、φ星、χ星、そしてψ1星と共に奎宿 (Kuí Sù) と呼ばれる星官を構成しており、アンドロメダ座β星はその9番目の恒星とされれているため、奎宿九 (Kuí Sù jiǔ) と表記される。

## 伴星
2005年から2022年の期間に渡って普賢山天文台で行われた、アンドロメダ座β星の視線速度変化の観測の結果、約664日の公転周期で周囲を公転している天体が発見されたと2023年に公表され、HD 6860 b と呼称されている。この天体の下限質量は木星の約28倍に達しており、惑星というよりは褐色矮星のような亜恒星天体であるとされる。
| 名称 （恒星に近い順） | 質量                 | 軌道長半径 （天文単位） | 公転周期 (日)     | 軌道離心率      | 軌道傾斜角 | 半径 |
| --------------------- | -------------------- | ----------------------- | ----------------- | --------------- | ---------- | ---- |
| b                     | ≥28.26+2.05 −2.17 MJ | 2.03 ± 0.01             | 663.87+4.61 −4.31 | 0.28+0.10 −0.09 | —          | —    |